# Siegmund Schütz
Siegmund Schütz (* 26. Juli 1906 in Dessau; † 28. April 1998 in Berlin) war ein deutscher Porzellanmodelleur, Medailleur, Bildhauer und Holzschnitzer.

## Leben
Ab 1926 absolvierte Schütz ein Studium der Bildhauerei in Karlsruhe, von 1928 bis 1931 Studium an der Kunstgewerbeakademie in Dresden. Im Anschluss war er von 1932 bis 1936 als freier und im Folgenden als fester künstlerischer Mitarbeiter der Königlichen Porzellanmanufaktur Berlin tätig und entwarf für diese Einzelstücke und Service bis in die 1970er Jahre hinein, z. B. mit Trude Petri das Service Arkadia mit Biskuit-Medaillons. Sein Sohn ist der Grafikdesigner Wieland Schütz.

## Medaillenarbeiten aus Bisquitporzellan
- 1973 Ernst Barlach, Mundt Seite 46
- 1969 Theodor Fontane, Mundt Seite 46
- 1978 E.T.A. Hoffmann
- 1967 Alexander von Humboldt, Mundt Seite 46
- 1967 Wilhelm von Humboldt, Mundt Seite 46
- 1938 Immanuel Kant, Slg. Marzinek 72
- 1967 Käthe Kollwitz, Mundt Seite 46
- 1976 Gerhard Marcks, Plakette, 91 × 91 mm, Slg. Marzinek 101, Abbildung
- 1981 Otto Marzinek, Gipsmodell zu einer Medaille. Slg. Marzinek Seite 10, Abb. 3 (SALOMO JUSTITIA = APOLLO DIONYSOS)
- 1982 Otto Marzinek, Gipsmodell zu einer Medaille. Slg. Marzinek Seite 10, Abb. 4
- 1988 Arthur Schopenhauer
- 1969 Rudolf Virchow, Mundt Seite 46
- 1978 Carl Maria von Weber

## Münzen der Bundesrepublik Deutschland
entworfen von dem Bildhauer Siegmund Schütz, Berlin:
- 1970 Silbermünze 5 DM 1970 F zum 200. Geburtstag des Komponisten Ludwig van Beethoven.[1]
- 1972 Silbermünze 10 DM 1972 von allen 4 Münzstätten, D, F, G, J, zu gleichen Teilen geprägt, 5. Motiv der Olympiamünze zu den Olympischen Sommerspielen 1972.[2]